# Al-Ard
Al-Ard (en árabe: الارض‎, "La Tierra") fue un movimiento político palestino conformado por ciudadanos israelíes de origen palestino, que estuvo activo entre 1958 y mediados de los setenta y que atrajo la atención internacional. La mayoría de sus fundadores fueron jóvenes estudiantes de derecho que se autodenominaban Usrat al-Ard ("la familia de la tierra"). Al-Ard nació como un intento de establecer una organización panarabista en un contexto en el que el presidente egipcio Gamal Abdel Nasser ejercía una enorme influencia sobre gran parte de la comunidad árabe internacional. De hecho, su nacimiento fue un reflejo entre las dos ideologías predominantes en el Oriente Medio árabe de la época: el panarabismo de Nasser y el comunismo de inspiración soviética de líderes como Abdul Karim Qasim, presidente de Irak.

## Historia

### Nacimiento y objetivos
Al-Ard, que comenzó llamándose "Comité Público Árabe para la Protección de Prisioneros y Expulsados", nació como una organización para defender a los numerosos palestinos que eran detenidos o expulsados de Israel cada año, y en especial en las vísperas del Primero de Mayo. Muchos de los detenidos pasaban largas temporadas en la cárcel o en régimen de detención administrativa. Como tal, supuso el primer desafío de los israelíes de origen palestino al concepto de Israel como estado nación judío. Entre otros objetivos, exigía el desmantelamiento de todas las leyes discriminatorias para con la minoría palestina de Israel y el reconocimiento del derecho de retorno de los refugiados palestinos. Se declaraban prestos a luchar contra los "regímenes reaccionarios" árabes y, aunque consideraban que la Palestina histórica había sido ocupada ilegalmente por el sionismo, aceptaban tácitamente la resolución 181 II de la Asamblea General de las Naciones Unidas, que establecía la partición de Palestina en dos estados, uno judío y otro árabe. Sus objetivos tomaron la forma de un manifiesto y de numerosos panfletos que, pese a carecer de un permiso de publicación, consiguieron ver la luz unas trece veces antes de que el grupo fuese finalmente prohibido. Según el historiador israelí Ilán Pappé, su nacimiento reflejó "más que nada el cansancio por la ambigüedad o el limbo impuesto a los palestinos".

### Trayectoria política
Al-Ard llamó al boicot de las elecciones israelíes de 1959, lo que redujo los escaños del Maki (el partido comunista israelí, con candidatos tanto árabes como judíos) de seis a tres diputados y, por lo tanto, disminuyó la representación de la comunidad palestina de Israel en el Knéset (el parlamento israelí). Las autoridades israelíes se vieron sorprendidas y alarmadas por el poder demostrado por Al-Ard, al que acusaban, entre otras cosas, de crear organizaciones deportivas independientes en las localidades de mayoría palestina en Israel. El consejero de asuntos árabes del primer ministro israelí llegó a afirmar que al-Ard suponía un riesgo para la existencia misma del Estado y fue prohibido poco después. Sin embargo, en 1962, el abogado del movimiento consiguió registrarlo como "grupo económico" en 1962, aunque sus intereses siguieron siendo eminentemente políticos. En 1963 trató de participar en las elecciones bajo el nombre de Lista Socialista, pero fue prohibido de nuevo y muchos de sus miembros fueron arrestados.

### Desaparición
Tras una serie de intentos fallidos a la hora de registrar la organización como una ONG israelí y de conseguir un permiso editorial, Al-Ard fue definitivamente prohibido en 1964. Según el historiador político David McDowall, el objetivo del movimiento era "conseguir igualdad plena y justicia social para todas las clases de personas de Israel" y "encontrar una solución justa para el problema palestino en su totalidad y como una unidad indivisible." La desaparición del movimiento Al-Ard se debió tanto a la resistencia gubernamental como a la de sus propias bases, después de que el Partido Comunista israelí lo denunciara y algunas comunidades de palestinos en Israel se mostrasen preocupados por la posibilidad de que Al-Ard los destruyese.

## Miembros destacados
Entre los miembros más destacados del movimiento estuvieron Muhammad Mia'ri, que sería diputado en el Knéset durante dos legislaturas consecutivas en los años ochenta; Mansour Kardoush, el abogado que consiguió convencer a los tribunales de que al-Ard era una organización económica; Yani Kustandi Yani, líder del consejo de Kafr Yassif; Elias Kussa, abogado de Haifa; y Jabur Jabur, alcalde de Shefa-'Amr.